# Alexandre Relvas
Alexandre Carlos de Melo Vieira da Costa Relvas GCME (Luanda, 19 de Agosto de 1956) é um empresário português.

## Biografia
Filho de Alexandre Machado da Costa Relvas, falecido a 8 de Fevereiro de 2015, e de sua mulher Maria José de Melo Vieira.

### Percurso académico e profissional
Licenciado em Administração e Gestão de Empresas pela Universidade Católica Portuguesa, foi monitor e assistente da Faculdade de Ciências Económicas e Empresariais da Universidade Católica Portuguesa, entre 1986 e 1991, tendo lecionado as disciplinas de Estatística, Introdução à Gestão, Gestão Financeira e Instituições e Mercados Financeiros. Foi presidente da Associação dos Antigos Alunos da Universidade Católica Portuguesa, entre 1990 e 1991.
Na área empresarial, Alexandre Relvas foi administrador não executivo da Litho-Formas Portuguesa, de 1986 a 1988 e da Interfinança e Interfundos, até 1990, hoje pertencentes ao Banco Comercial Português. Entre 1990 e 1991 administrou a Fonsecas & Burnay - Sociedade Gestora de Patrimónios, à época uma empresa do Banco Fonsecas & Burnay, depois integrado no Banco Português de Investimento.
Desde 2006 Alexandre Relvas é CEO da LogoplasteLogoplaste. Esta empresa, fundada em 1976, é a terceira maior empresa europeia produtora de embalagens de plástico rígido, com 49 fábricas a operar no sistema hole-in-wall em 12 países na Europa, América do Norte, Ásia e Brasil.
É também administrador  e acionista da Norfin - Sociedade Gestora de Fundos de Investimento Imobiliário e acionista e administrador da Casa Agrícola Alexandre Relvas (CAAR), proprietária da Herdade da Pimenta e da Herdade de São Miguel. A CAAR explora atualmente 300 hectares de vinhas, dos quais 100 são vinhas próprias, tendo oito marcas de vinho: Herdade São Miguel; Herdade da Pimenta; Ciconia; São Miguel Descobridores; Merino; Segredos de São Miguel; Insólito; e Monte dos Amigos.

### Participação política e cívica
Alexandre Relvas é militante do Partido Social Democrata e integrou o XII Governo Constitucional ,sendo Primeiro Ministro o Professor Aníbal Cavaco Silva, como Secretário de Estado do Turismo, entre 1991 e 1995. Foi também vogal da Comissão Política Nacional do PSD, entre 1998 e 1999 sendo Presidente o Professor Marcelo Rebelo  de Souza .Participou na fundação do think-tank Compromisso Portugal, em 2004. Foi diretor de campanha da candidatura de Aníbal Cavaco Silva a Presidente da República, em 2006, e presidente do Conselho de Administração do Instituto Francisco Sá Carneiro, entre 2007 e 2010.
É membro do Conselho de Curadores do Museu Nacional de Arte Antiga, Presidente do Conselho Fiscal da Comunidade Vida e Paz, desde 2013 Presidente da Assembleia Geral  e acionista fundador  da sociedade Observador On Time , membro do Conselho Estratégico do Instituto de Estudos Políticos da Universidade Católica Portuguesa desde 2013 e membro do Conselho Estratégico da Católica Lisbon  School Of Business and Economics  também desde 2013.

### Prémios e distinções
A 21 de Junho de 2011 recebeu o Prémio Carreira da Universidade Católica Portuguesa.
A 30 de Abril de 2014 foi agraciado com a Grã-Cruz da Ordem do Mérito Empresarial Classe Industrial.

### Família
Casado e pai de cinco filhos. Casou primeira vez com ... Pais Dias, da qual tem dois filhos, Alexandre (Lisboa, São Sebastião da Pedreira, 11 de Setembro de 1983) e António (Lisboa, São Sebastião da Pedreira, 29 de Abril de 1989). Casou segunda vez com Madalena Champalimaud de Campos Trocado (14 de Maio de 1976), da qual tem Madalena (Cascais, 30 de Janeiro de 2004), Francisco (Cascais, 2005) e Vera (2009).